# Janet Farrar
Janet Owen meglio conosciuta anche come Janet Farrar, (Londra, 24 giugno 1950) è una saggista britannica.
È Grande Sacerdotessa e insegnante della Wicca. Insieme ai due mariti - Stewart Farrar e Gavin Bone - ha pubblicato "alcuni dei più influenti libri sulla Stregoneria".
Secondo George Knowles "circa il 75% dei wiccan della Repubblica d'Irlanda e dell'Irlanda del Nord possono rintracciare le loro radici fino ai Farrar". Janet è uno dei volti più celebri della Wicca tanto da comparire su molte copertine librarie sul tema.

## Biografia
Janet Owen nasce a Clapham, nella parte meridionale di Londra, Inghilterra, il 24 giugno del 1950. Suo padre, Ronald Owen, è di origini inglesi e gallesi, mentre sua madre, Ivy (nata Craddock), è un'immigrata irlandese. I genitori sono entrambi membri della Chiesa Anglicana; la madre muore quando Janet ha appena cinque anni. Da giovane studia alla Leyton Manor School e alla Royal High School Wanstead, al termine degli studi lavora come modella e receptionist. Nel 1970 conosce il suo primo marito, Stewart Farrar, con il quale si sposa nel 1972 con handfasting (rito matrimoniale della Wicca) e con rito civile nel 1975.
Nel 1976 si trasferisce con il marito in Irlanda per allontanarsi dalla frenesia della vita londinese. Si spostano tra la contea di Mayo e quella di Wicklow per poi stabilirsi definitivamente nel "Cottage di Herne" a Kells, nella contea di Meath. Insieme a Stewart, Janet scrive numerosi saggi sulla wicca che rapidamente diventano la base della pratica moderna. Posa inoltre per moltissime riviste e articoli, apparendo anche nell'acclamato Drawing Down the Moon di Margot Adler del 1979. Janet si stabilisce nuovamente in Inghilterra nel 1988 ma, nel 1993, fa ritorno in Irlanda. In questo periodo conosce Gavin Bone con il quale collaborerà alla stesura di testi volti all'approfondimento del neopaganesimo come The Healing Craft e The Pagan Path. Nel febbraio del 2000, Stewart Farrar muore dopo una breve malattia. Nel 2007 Janet e Gavin si sposano e tuttora continuano a portare avanti il loro lavoro di scrittori e di insegnanti nell'ambito della Wicca.

## Percorso Iniziatico
Nel 1970, tramite un'amica interessata alla Wicca, Janet conosce Alex e Maxine Sanders che la iniziano alla loro congrega nello stesso anno. Dapprima Janet acconsente ad accompagnare l'amica "a questo strano culto" con molto scetticismo, avendo un background cristiano, ma in seguito diviene uno dei massimi esponenti della Tradizione alexandriana e una "delle più eminenti e rispettate streghe inglesi moderne".
Nella congrega dei Sanders, Janet incontra il suo primo marito Stewart Farrar. Janet e Stewart Farrar fondano la loro prima congrega in occasione della festività di Yule del 1970, sotto la supervisione di Alex e Maxine Sanders. Vengono poi iniziati al terzo grado il 24 aprile del 1971 da Alex e Maxine Sanders. Nel 1972 Janet si allontana momentaneamente dalla Wicca per studiare la Cabala con una loggia dedita alla Magia cerimoniale ma vi ritorna quello stesso anno.
Dopo il loro trasferimento in Irlanda, Janet e Stewart diventano una delle “coppie magiche” più influenti nella storia della moderna Stregoneria, producendo proprio in quegli anni la maggior parte del loro corpus letterario.
Nell'Eight Sabbats for Witches pubblicano alcune parti del Libro delle Ombre trasmesso da Alex Sanders. In accordo con Doreen Valiente, i coniugi Farrar sostengono che la rottura del giuramento di segretezza è giustificata dalla necessità di correggere la disinformazione ed i luoghi comuni diffusi, ma errati, sulla Stregoneria.
Tra il 1981 e il 1984, Janet e Stewart collaborano con Doreen Valiente alla prima analisi sistematica e approfondita dei principali testi rituali associati alla religione Wicca. Inoltre "producono, sempre con l'aiuto dell'amica Doreen Valiente, 'un'edizione critica' del Libro delle ombre di Gardner nel tentativo di istituire un testo standard, identificando le differenze tra le prime stesure e le fonti per quei contenuti che erano stati copiati o modellati su precedenti brani di letteratura o composti da persone note negli anni ‘50. Riescono a ricostruire un 'testo ‘originale’ del 1953, ponendo l'attenzione su un numero di rituali di provenienza sconosciuta.”
Negli anni seguenti Janet continuerà a pubblicare diversi libri con il marito Stewart e, successivamente, con il secondo marito Gavin.
Janet Farrar e Gavin Bone sono membri attivi de The Aquarian Tabernacle Church in Irlanda, dove guidano la congrega Na Callaighe Coven. Questa congrega si inserisce in un network creato proprio da Janet e Gavin per collegare i loro iniziati chiamato “The Progressive's Coven Alliance” che ha sedi in America, Nuova Zelanda, Australia, Belgio, Italia. Il loro lavoro si basa sull'impiego di tecniche di channeling e trance profetica su cui tengono regolari seminari teorici e pratici per la comunità pagana europea e americana. Dal 2011 Janet Farrar è abilitata dalla Repubblica d’Irlanda a celebrare matrimoni religiosi wiccan legalmente validi.

## LaCorrente Riformatadi Janet e Stewart Farrar
A conclusione del lavoro di ricerca per Eight Sabbats for Witches, Janet e Stewart smettono di praticare secondo la classica impostazione Alexandriana per sviluppare un loro approccio personale alla pratica della Wicca che dopo la morte di Stewart porterà Janet assieme al compagno Gavin Bone, a smettere di definirsi alexandriani. I riti di Handfasting (matrimonio), Wiccaning (benedizione/ presentazione dei nuovi nati) e Requiem che si trovano sul loro libro, e che negli anni sono diventati il punto di riferimento per la comunità wicca internazionale, sono stati creati da Janet e Stewart Farrar, con il supporto di Doreen Valiente, dopo aver lasciato la coven di Alex Sanders
La pratica wiccan di Janet e Stewart Farrar era quindi definita Alexandriana Riformata

## Progressive Witchcraft
Già nel 1999 Janet e Gavin affermano di definirsi wiccan, ma di non considerarsi appartenenti ad alcuna tradizione, nonostante le origini rispettivamente nella Wicca Alexandiana e nella Seax Wicca. Spiegano che in questa loro decisione non c'è alcun intento critico nei confronti degli “altri metodi della pratica wicca, ma semplicemente non ritengono corretto riconoscersi in una specifica tradizione alla luce della loro situazione in Irlanda, dove fattori sociali e ambientali hanno portato la loro pratica a svilupparsi secondo modalità differenti rispetto al resto d'Europa e d'Inghilterra”. Nel 2004 Janet e Gavin esplicitano ulteriormente queste più recenti evoluzioni del loro pensiero in Progressive Witchcraft, testo che fa sorgere molte polemiche in merito alla loro posizione nei confronti di temi specifici, come ad esempio il lignaggio. L’accusa principale che viene rivolta loro, infatti, è di non attribuire la dovuta rilevanza al lignaggio, ovvero alla discendenza iniziatica, fondamentale sia nella tradizione Alexandriana che in quella Gardneriana.
Quello che Janet e Gavin sostengono è che il lignaggio ha causato una “chiusura” portando “alla nascita di una nuova figura di strega, quella che respinge fermamente il lignaggio stesso e che quindi non si definisce wiccan, ma solo Strega”.  Pur dichiarandosi in disaccordo con questa posizione estrema, gli autori concordano che il lignaggio visto come forma elitaria è oggi un concetto anacronistico. Ciononostante ne sottolineano anche una serie di funzioni positive, come la tracciabilità delle proprie origini magiche, dei propri insegnanti, il senso di appartenenza a un gruppo e così via, e concludono sostenendo che “potrebbe essere giunto il momento di cambiare il concetto di lignaggio nei suoi significati e funzioni all'interno della cultura pagana”.
La Progressive Witchcraft, per definizione degli autori, non è una tradizione della Wicca, ma consiste prevalentemente in “un approccio filosofico, un modo nuovo di guardare alla Wicca [...]. È il riconoscere che la Stregoneria non è una tradizione statica, ma una in continua evoluzione che progredisce incessantemente” Inoltre affermano che, proprio perché si tratta di un orientamento filosofico, e non di una nuova tradizione, “non è necessario che chi sposa un simile approccio [quello progressive] si definisca come un appartenente alla Progressive Witchcraft, ma può identificarsi in una delle tante tradizioni della Wicca già esistenti. Saranno le sue azioni e le sue credenze a sancire la sua adesione ad un percorso di tipo progressive”. Proseguono affermando che “Le streghe progressive non sentono che l'iniziazione debba necessariamente avvenire in un cerchio ‘propriamente preparato’. Gli individui possono avere l'epifania iniziatica anche fuori dal cerchio, come risultato dell'intervento diretto del divino che è il solo ‘vero iniziatore’, per parafrasare una vecchia legge gardneriana”.
Janet Farrar, insieme al marito Gavin Bone, continua a celebrare iniziazioni fino al terzo grado considerandole una "adeguata porta d’ingresso" in una congrega, ma non qualcosa di fondamentale. Hanno anche modificato, all’interno delle loro congreghe, il sistema dei gradi, aggiungendo una dedicazione prima del primo grado, come già viene fatto da autori gardneriani come Ed Fitch che tuttavia non considerano la dedicazione un grado. Hanno voluto sviluppare un sistema definito da loro ‘naturale’, ovvero riferito ai quattro elementi: Terra, Acqua, Fuoco e Aria.
Per riassumere, la filosofia progressive sostiene che al centro della spiritualità wiccan c'è il Divino e, di conseguenza, l'iniziazione in ultima analisi proviene dalle divinità.
Molti appartenenti a correnti più tradizionali della Wicca hanno contestato, nel corso degli anni, la filosofia progressive, nonostante queste critiche oggi di fatto esistono diverse congreghe progressive nel mondo (Italia compresa) e questo tipo di filosofia è in espansione. Come da loro dichiarato: "Confonde alcuni wiccan che non ci etichettiamo con una 'trad.' Se avete davvero bisogno di etichettarci sentitevi liberi di chiamarci 'Progressive Wiccan' ma ricordatevi che la prima regola di questa tradizione è che non esistono tradizioni perché ciascuno segue la propria 'tradizione' o sentiero."

## Pubblicazioni
Con Stewart Farrar
- 1981: Eight Sabbats for Witches
- 1984: The Witches' Way
- 1987: The Witches' Goddess: The Feminine Principle of Divinity (Edizione italiana: La Dea delle Streghe - Brigantia Editrice 2014)
- 1989: The Witches' God: Lord of the Dance
- 1990: Spells and How they Work
- 1996: A Witches' Bible: The Complete Witches' Handbook (nuova edizione di The Witches' Way e Eight Sabbats for Witches)

Con Stewart Farrar e Gavin Bone
- 1995: The Pagan Path
- 1999: The Healing Craft: Healing Practices for Witches and Pagans
- 2001: The Complete Dictionary of European Gods and Goddesses

Con Virginia Russell
- 1999: The Magical History of the Horse

Con Gavin Bone
- 2004: Progressive Witchcraft: Spirituality, Mysteries, and Training in Modern Wicca
- 2012: The Inner Mysteries: Progressive Witchcraft and Connection to the Divine (nuova edizione di Progressive Witchcraft e primo libro di Janet e Gavin pubblicato in Italiano da Brigantia Editrice a Marzo 2013, con il titolo "The Inner Mysteries: Stregoneria Progressiva e Connessione con il Divino")